# Hubbard Street Dance Chicago
Hubbard Street Dance Chicago (HSDC) ist eine US-amerikanische Tanzgruppe mit Sitz in Chicago. Die New York Times nannte die Gruppe eine der wichtigsten Tanzgruppen der amerikanischen Szene und ein „Aushängeschild für moderne Choreographie“. Mehr als 100.000 Menschen besuchen die Aufführungen pro Jahr.
Die Kompagnie wurde 1977 vom Tänzer und Choreographen Lou Conte gegründet, der die Gruppe auch bis zu seinem Ausscheiden im Jahr 2000 als künstlerischer Leiter formte. Anfangs vier, heute 22 Tänzerinnen und Tänzer gehören zum Ensemble, geleitet wird es von Jim Vincent (künstlerischer Leiter) und Jason D. Palmquist (Geschäftsführer).
Hubbard Street Dance Chicago hat Choreographien unter anderem von Jiří Kylián, Nacho Duato, Ohad Naharin, William Forsythe, Susan Marshall, Christopher Bruce und Daniel Ezralow im Programm. Die Gruppe tritt weltweit bei Festivals auf, zuletzt im April 2007 beim „International Dance Summit 2008“ des Staatsballetts Berlin mit mehreren Auftritten in der Deutschen Oper sowie mehrfach, zuletzt 2008 und 2010, beim Schrittmacher Festival in Aachen.
Für die Nachwuchsförderung unterhält HSDC die Hubbard Street 2 (HS2), in der Tänzer im Alter von 17 bis 25 Jahren besonders Inszenierungen von jungen Choreographen aufführen.